# Масаны (район Чернигова)
Масаны (укр. Масани) — жилой массив, исторически сложившаяся местность (район) Чернигова, расположена на территории Новозаводского административного района.

## История
Территория, где ныне расположен жилмассив Масаны, в 1973 году была включена в состав города вместе с селом Масаны и посёлком Забаровка Черниговского района, в период расширения сети газопроводов и телефонных линий. 
В 1991 году началось строительство нового жилмассива на месте пустыря между Новой Подусовкой и Забаровкой. Название района связано с расположенным поблизости селом (ныне часть города) Масаны. В 1991 году был построен первый 9-этажный панельный дом (№ 71 улицы Красносельского) серии АППС ЧН-94. В 1990-2000-е годы микрорайон № 1 жилмассива (непарная сторона улицы Красносельского и парная сторона улицы Независимости) застраивались 9-этажными панельными 2-4-секционными домами серии АППС ЧН-94, некоторые дома переменной этажности (8-9-этажные). Среди панельных домов выделяется 13-этажный «дом-башня» с округлыми углами (Независимости, 40). В 2010 году сдан в эксплуатацию 17-этажный дом (Независимости, 24) и в 2011 году — другой 16-17-этажный дом (Независимости, 12).
С 2016 года по настоящее время застраивается микрорайон № 3 (участок между улицами Независимости, Любечская и Освободителей) 10-этажными домами. Предполагается строительство школы и 2 детсадов, но к 2025 году они не построены.
К 2025 году микрорайон № 2 — участок площадью 29,41 га между улицами Независимости, Любечская, Освободителей и Проектная — не построен и является проектом. Предполагается застройка микрорайона 10-16-этажными домами, строительство школы и 2 детсадов.
В 1994 году был открыт первый на жилмассиве детсад № 75 (улица Независимости № 20), второй детсад (учреждение дошкольного образования № 3, улица Независимости № 54А) был открыт спустя 25 лет — 30 сентября 2019 года.
21 декабря 2010 года действующий троллейбусный маршрут № 6 был продлён на 1,8 км далее на северо-запад по улице Независимости, связав Масаны с другими районами города. После завершения монтажа контактной линии по Казацкой улице, 19 декабря 2016 года был запущен новый троллейбусный маршрут № 11, связавший Масаны с крайним восточным районом города Бобровицей.

## Территория
Жилой массив Масаны расположен в северо-западной периферийной части Чернигова между осями линий улиц Красносельского на юге и Любечской на севере. Общая площадь трёх микрорайонов (построенных, строящихся, проектных) — 0,83075 км². Жилмассив составляют микрорайоны №№ 1 (27,298 га), 3 (активная фаза строительства 26,367 га) и 2 (проект 29,41 га). Застройка жилмассива представлена многоэтажными жилыми домами (преимущественно 9-этажные) и объектами социальной инфраструктуры (например, школы, детсады). На юге к жилмассиву примыкает Новая Подусовка, западе — Забаровка.
Вдоль улицы Независимости между домами № 56 и 64 обустроена придомовая территории — разбит сквер в 2020 году.
Нет предприятий.
|                                             |                                                                                         |                                                              |                |
| слева микрорайон № 3, справа микрорайон № 1 | на заднем плане микрорайон № 1, на переднем плане поле под проектируемый микрорайон № 2 | улица Красносельского: справа мкр № 1, слева Новая Подусовка | микрорайон № 3 |

### Улицы
Улицы: Независимости, Красносельского (только непарная сторона), Любечская (только парная сторона). После 2015 года появилась улица Освободителей (с 2022 года — Европейская).

## Социальная сфера
Расположены школа (№ 35) и детский сад (№№ 75, 3), детская поликлиника «Масаны» (филиал от 1-й детской поликлиники).
Есть рынок, магазины.

## Транспорт
1. Троллейбус: маршруты 8, 11
2. Автобус: маршруты 20, 29, 25 и 25а — по улице Красносельского